# Mark Fennebeumer
Mark Fennebeumer (Apeldoorn, 29 april 1985) is een Nederlands voormalig betaald voetballer. Hij heeft twee seizoenen onder contract gestaan bij AGOVV Apeldoorn. Hij is een aanvaller.

## Carrière
| Seizoen        | Club             | Land      | Competitie     | Wed. | Goals |
| -------------- | ---------------- | --------- | -------------- | ---- | ----- |
| 2006/07        | AGOVV Apeldoorn  | Nederland | Eerste divisie | 5    | 0     |
| 2007/08        | AGOVV Apeldoorn  | Nederland | Eerste divisie | 1    | 0     |
| Totaal         | Totaal           | Totaal    | Totaal         | 6    | 0     |
| Bijgewerkt tot | 18 februari 2009 |           |                |      |       |